# Stazione di Partanna
La stazione di Partanna era una stazione ferroviaria della linea a scartamento ridotto Castelvetrano-San Carlo-Burgio a servizio del comune di Partanna in provincia di Trapani.

## Storia
La stazione, che si trovava in contrada Camarro, in mezzo alla campagna, era la seconda fermata della linea ed è stata aperta al traffico il 20 giugno 1910 con l'apertura della prima tratta della linea per essere chiusa, il 15 gennaio 1968, in seguito al terremoto che ha sconvolto la valle del Belice, per essere poi definitivamente dismessa il 15 gennaio 1972 con la soppressione della linea.
Successivamente alla chiusura della linea la stazione è stata demolita, non si sa se a causa dei danni subiti dal terremoto, o se, più probabilmente, per fare posto alle case del nuovo quartiere sorto in quella zona.

## Immagini

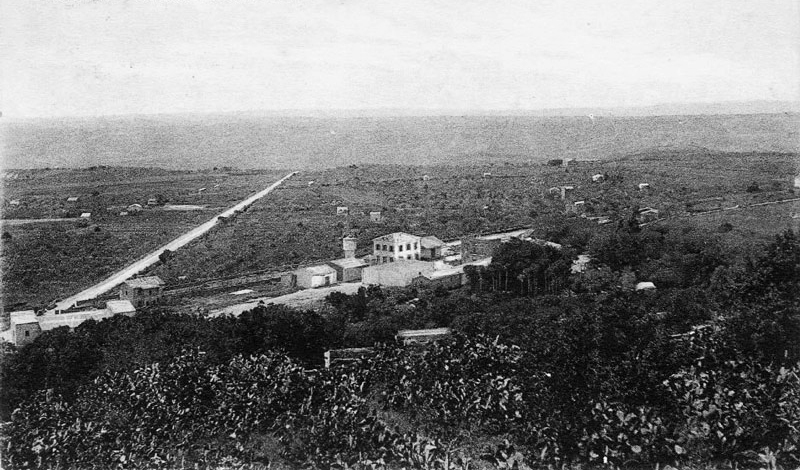
La stazione vista dall'alto